# Équipe d'Uruguay de football à la Copa América 1997
L'équipe d'Uruguay de football participe à sa 36e Copa América lors de l'édition 1997 qui se tient en Bolivie du 11 juin 1997 au 29 juin 1997. Elle se rend à la compétition en tant que tenante du titre à la suite de sa victoire lors de la Copa América 1995.
Les Uruguayens terminent 3e du groupe B et ils sont éliminés en phase de poule.

## Résultat

### Premier tour
| Classement final |           |     |   |   |   |   |    |    |      |
|                  | Équipe    | Pts | J | G | N | P | BP | BC | Diff |
| 1                | Bolivie   | 9   | 3 | 3 | 0 | 0 | 4  | 0  | +4   |
| 2                | Pérou     | 6   | 3 | 2 | 0 | 1 | 3  | 2  | +1   |
| 3                | Uruguay   | 3   | 3 | 1 | 0 | 2 | 2  | 2  | 0    |
| 4                | Venezuela | 0   | 3 | 0 | 0 | 3 | 0  | 5  | -5   |

| 12 juin | Bolivie | 1 | 0 | Venezuela |
| 12 juin | Pérou   | 1 | 0 | Uruguay   |
| 15 juin | Uruguay | 2 | 0 | Venezuela |
| 15 juin | Bolivie | 2 | 0 | Pérou     |
| 18 juin | Pérou   | 2 | 0 | Venezuela |
| 18 juin | Bolivie | 1 | 0 | Uruguay   |

| 12 juin 1997 | Pérou                     | 1 – 0   | Uruguay | Estadio Olímpico Patria (Sucre)                         |                                                         |
|              | Hidalgo 75e · Carazas 85e | (0 - 0) |         | Spectateurs : 6 000 Arbitrage : Antonio Marrufo Mendoza | Spectateurs : 6 000 Arbitrage : Antonio Marrufo Mendoza |

| 15 juin 1997 | Uruguay                    | 2 – 0   | Venezuela     | Estadio Olímpico Patria (Sucre)                |                                                |
|              | Recoba 19e · Saralegui 47e | (1 - 0) | Rodallega 35e | Spectateurs : 1 000 Arbitrage : Eduardo Gamboa | Spectateurs : 1 000 Arbitrage : Eduardo Gamboa |

| 18 juin 1997 | Bolivie        | 1 – 0   | Uruguay | Estadio Hernando Siles (La Paz)                          |                                                          |
|              | Baldivieso 29e | (1 - 0) |         | Spectateurs : 30 000 Arbitrage : Antonio Marrufo Mendoza | Spectateurs : 30 000 Arbitrage : Antonio Marrufo Mendoza |

## Navigation